# Douglas DC-6
Douglas DC-6 er et firemotorers propelfly udviklet af det amerikanske selskab Douglas Aircraft Company. Flyet var tiltænkt en rolle som transportfly under slutningen af 2. verdenskrig, men blev efterfølgende ombygget til passagerfly, der kunne konkurrere med Lockheeds Constellation model. Fra 1946 til 1958 blev der bygget over 700 eksemplarer af DC-6, hvoraf over 40 stadigvæk er i drift.

## Tidligere operatører af DC-6
- AB Aerotransport
- Aerolineas Argentinas
- Alitalia
- Ansett Australia
- Braathens
- Continental Airlines
- Det Danske Luftfartselskab
- Ethiopian Airlines
- Fred. Olsens Flyselskap
- Greenlandair
- Hunting-Clan Air Transport (de)
- Jugoslovenski Aerotransport (JAT)
- Karair (de)
- KLM
- LAN Chile
- Mexicana de Aviación
- Northwest Airlines
- Olympic Airways (de)
- Pan American World Airways
- Sabena
- SAS
- Sterling Airways
- Swissair
- United Arab Airlines
- Varig

| - Cockpit og Douglas DC-6B for Greenlandair og Sterling Airways - Cockpit - Greenlandair Douglas DC-6B OY-DRC, 1971 - Sterling Airways Douglas DC-6B SE-ENY, 1971 |